# Sergei Sergejewitsch Michejew
Sergei Sergejewitsch Michejew (russisch Сергей Сергеевич Михеев) ist ein ehemaliger russischer Skispringer.

## Werdegang
Michejew war einer der ersten Skispringer, die nach dem Zerfall der Sowjetunion und dem zwischenzeitlichen Bestehen eines Teams der Gemeinschaft Unabhängiger Staaten für den neu gegründeten russischen Skiverband international antrat. Bei den Nordischen Skiweltmeisterschaften 1993 in Falun bestritt er das Springen von der Großschanze und erreichte mit Sprüngen auf 79 und 71,5 Metern Rang 57. Mit der Mannschaft landete er auf Rang 13, dem vorletzten Platz vor Schlusslicht Ukraine.